# Kateřinice, Nový Jičín
Kateřinice là một làng thuộc huyện Nový Jičín, vùng Moravskoslezský, Cộng hòa Séc.